# میشائیل کناوت
میشائیل کناوت (انگلیسی: Michael Knauth؛ زادهٔ ۲۴ ژوئن ۱۹۶۵) بازیکن هاکی روی چمن اهل آلمان بود.